# Francisco de Santa María y Fuentes

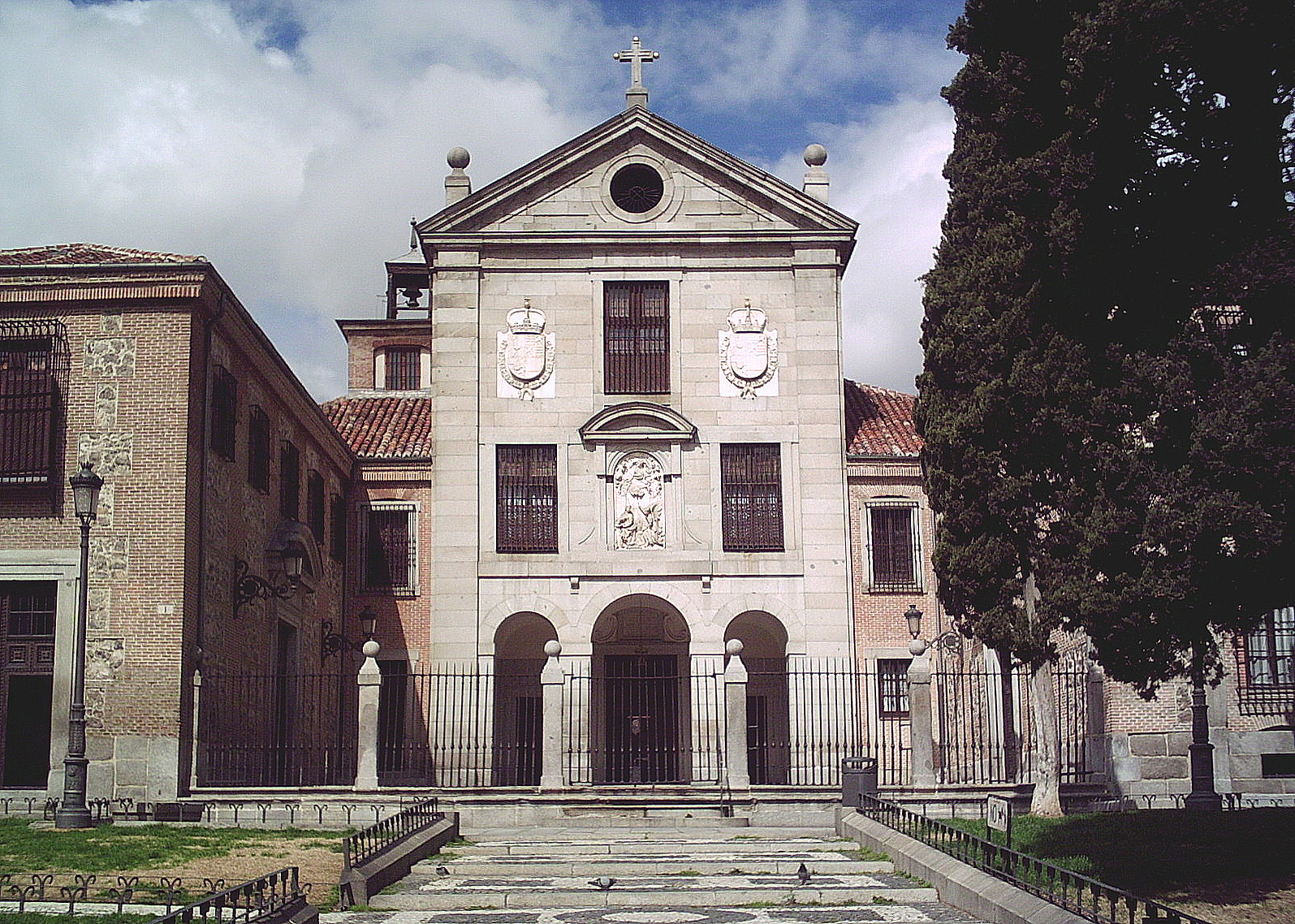
Monestir de l'Encarnació de Madrid, on estan arxivades moltes de les obres de Francisco de Santa María y Fuentes

Francisco de Santa María y Fuentes fou un músic i monjo jeroni de l'últim quart del segle xviii. Santa María y Fuentes, fou un compositor i tractadista. Del primer en són prova les obres religioses que a l'arxiu del monestir de l'Encarnació (d'Agustines recollides) de Madrid si conserven, del segon en dona fe el tractat Dialectos músicos Madrid, 1778), el contingut del qual en dona una idea molt completa l'anunci que inserí la Gaceta de Madrid (30 d'octubre de 1778).
| « | En aquesta obra, diu, si manifesten els principals elements de l'harmonia, des dels principis i regles del cant pla, cant d'orgue i contrapunt en totes les seves especies, fins a la composició | » |

 És, doncs, un tractat complet de l'art musical. L'autor participa de les tradicions didàctiques antigues, sense refusar les innovacions harmòniques modernes.